# Lucio Voreno
Lucio Voreno (latino: Lucius Vorenus; fl. I secolo a.C.) è stato un militare romano.

## Biografia
Citato da Giulio Cesare nel suo De bello Gallico, era un centurione della XI Legione durante la guerra in Gallia. Nel libro 5, cap.44, Cesare lo descrive in perenne competizione con Tito Pullo per raggiungere per primo la promozione ai gradi più elevati. Appare come protagonista insieme a Tito Pullo nel romanzo di Andrea Frediani I due centurioni, oltre che nella serie televisiva Roma.
Furio Voreno, nipote di Lucio Voreno, è uno dei protagonisti del romanzo storico "Antica madre" di Valerio Massimo Manfredi
Nella serie televisiva Roma, i due sono i protagonisti della storia della città dalla Battaglia di Alesia alla morte di Cesare; contrariamente alla storia, però, sono presentati come appartenenti alla XIII Legione.
Lucio Voreno, in particolare, viene descritto come "Centurione Prima Lancia", congedatosi allo scoppio della guerra civile per fedeltà alla Repubblica e successivamente nominato da Cesare magistrato e quindi senatore allo scopo di garantirsi una valida guardia del corpo. Qui di seguito il testo del capitolo 44 del libro V del De Bello Gallico:
(Gaio Giulio Cesare, De Bello Gallico, V, 44.)